# Enrique Guerrero Salom

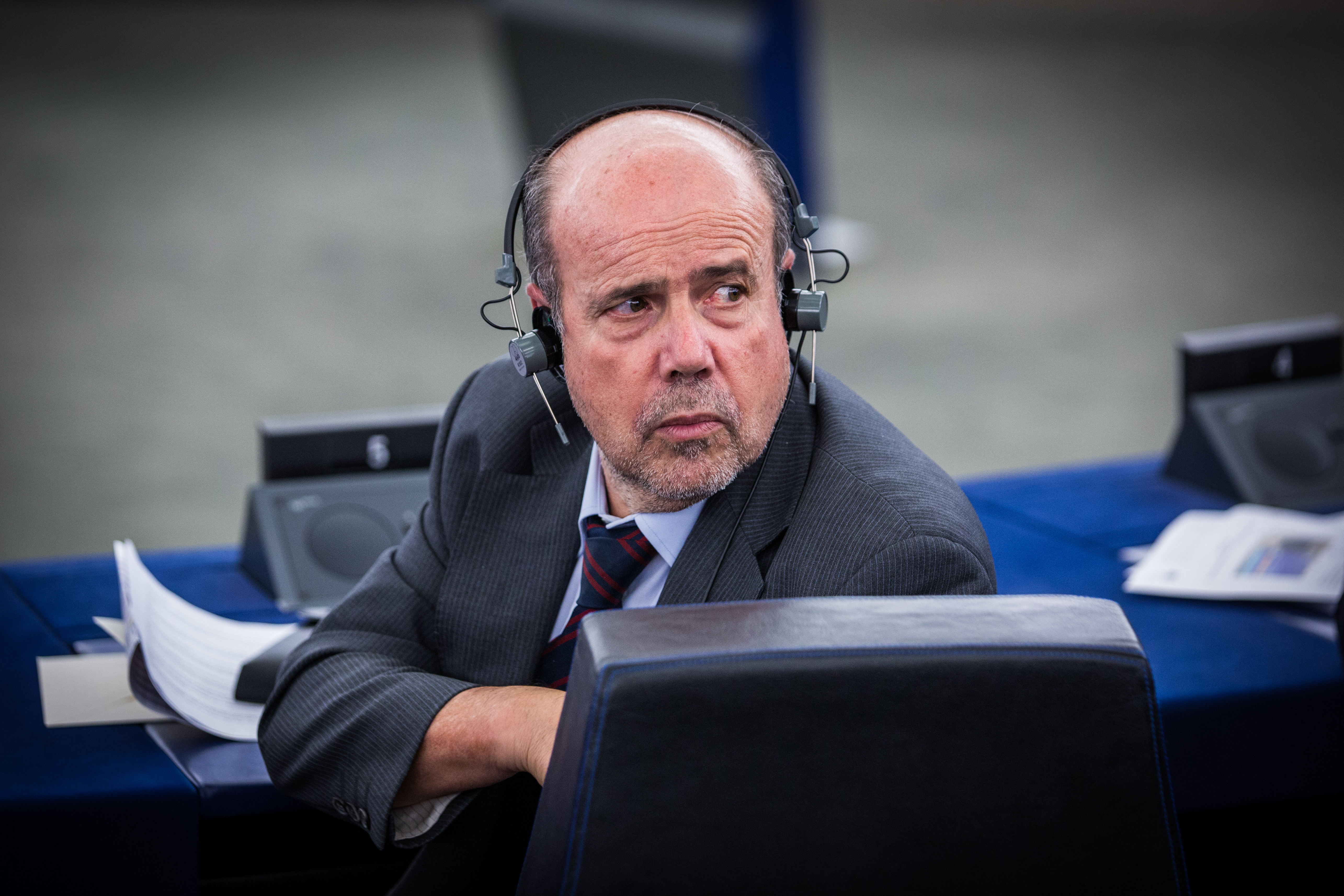
Enrique Guerrero Salom, Parlement européen, Strasbourg, 1er juillet 2014.

Enrique Guerrero Salom (* 28. August 1948 in Carcaixent) ist ein spanischer Politiker der Partido Socialista Obrero Español und Autor.

## Leben
Geboren am 28. August 1948 in Carcagente, Provinz Valencia, ist er Doktor der Politikwissenschaften an der Universität Complutense Madrid. Später, mit einem Stipendium der Fulbright-Kommission, absolvierte er postgraduale Studien am Massachusetts Institute of Technology (MIT) in den Jahren 1974 und 1975. Er hat auch postgraduale Studien im Bereich des Universitäts- und Kulturmanagements an der University of Strathclyde in Schottland (1980) durchgeführt. Er ist Professor im Fachbereich Politikwissenschaft und Verwaltung an der Fakultät für Politikwissenschaften und Soziologie der Universität Complutense Madrid.
Seine berufliche Laufbahn war mit der spanischen öffentlichen Verwaltung verbunden. Im Jahr 1973 trat er durch eine öffentliche Prüfung in den höheren Dienst der staatlichen Zivilverwaltung ein. Er arbeitete im Ministerium für Bildung und Wissenschaft (1973–1981), war technischer Berater am Nationalen Institut für öffentliche Verwaltung (1981–1982), beratendes Mitglied im Kabinett des Präsidenten der Regierung (1982–1987), Generalsekretär für technische Angelegenheiten im Ministerium für Bildung und Wissenschaft (1987–1988), Leiter des Kabinetts des Bildungsministeriums (1988–1991), Unterstaatssekretär für Bildung und Wissenschaft (1991–1993), Generalsekretär für Beziehungen zu den Cortes (1993–1996) und stellvertretender Direktor (2004–2008) im Kabinett des Präsidenten der Regierung von José Luis Rodríguez Zapatero und ausführender Berater des Wirtschaftsministers, Pedro Solbes.
Darüber hinaus war er Vertreter im Internationalen Bildungsbüro der UNESCO (1985–1987) und Vizepräsident des Instituto Cervantes (1991–1993). Er hat auch das Großkreuz des Zivilverdienstordens und das Großkreuz des Ordens Alfons X. des Weisen erhalten.
Seit 2009 ist er Europaabgeordneter für die Partido Socialista Obrero Español und Mitglied der Fraktion der Progressiven Allianz der Sozialdemokraten im Europäischen Parlament. Derzeit ist er Mitglied im Ausschuss für Entwicklung.

## Werke (Auswahl)
- Una Pedagogía de la Libertad: La Institución Libre de Enseñanza. Madrid, Cuadernos para el diálogo, 1977.
- Universidad y sistema productivo. Real Sociedad Económica de Amigos del País. Valencia. 1981.
- Crisis y cambios en las relaciones Parlamento-Gobierno 1993-1996”. Tecnos, 2000.
- El Parlamento: Qué es. Cómo funciona. Qué hace. Síntesis, 2004.
- El control parlamentario del Gobierno, en Administraciones Públicas y Constitución. Reflexiones sobre el XX Aniversario de la Constitución Española. Ministerio de Administraciones Públicas, 1998.
- La actualidad del control parlamentario y algunos de sus problemas más relevantes, en Juan Luis Paniagua y Juan Carlos Monedero (eds): En torno a la democracia en España. Temas abiertos del sistema político español. Tecnos, 1999.
- 1989-1999. Una década de bloqueo para las reformas de las instituciones: el Reglamento del Congreso y la reforma del Senado. IV Congreso Español de Ciencia Política y de la Administración. 1999.
- La actividad del Congreso: una evaluación, en Antonia Martínez (ed): El Congreso de los Diputados en España: funciones y rendimiento. Tecnos, 2000.
- Apoyo(s) parlamentario(s) antes que gobierno(s) de coalición. El caso español. 1993-1996. 1996-2000. Revista Política y Sociedad. Vol. 40. Nº. 2. 2003.
- El bloqueo de las reformas políticas. Revista Claves. Nº. 133. Junio. 2003.
- Debates actuales y actualizados sobre la democracia. Cuadernos de Derecho Público. Nº. 18. Enero-abril de 2003.
- El Parlamento español en la VII Legislatura: una deriva negativa. Revista Circunstancia (Revista Electrónica de Ciencias Sociales del Instituto Universitario de Investigación Ortega y Gasset) Nº. 4. Mayo de 2004.
- Responsabilidad y control: rendición de cuentas del Gobierno, en Antonia Martinez (ed): Representación y calidad de la democracia en España. Tecnos 2006
- Las instituciones políticas: dinámica de funcionamiento y percepción, en Salustiano del Campo y José Félix Tezanos (Directores) España Siglo XXI. Biblioteca Nueva. Tomo 2. 2008.

## Preise und Auszeichnungen (Auswahl)
- Großkreuz des Zivilverdienstordens (Spanien)
- Großes Kreuz des Ordens Alfonso X el Sabio (Spanien)
- Goldmedaille von Carcaixent
- Silbermedaille des Verdienstordens der Guardia Civil.